# Institut d'études politiques de Strasbourg
L'Institut d'études politiques de Strasbourg, également appelé Sciences Po Strasbourg, est un établissement public français d'enseignement supérieur membre du Réseau ScPo. Créé par l'ordonnance no 45-2283 du 9 octobre 1945, dans la foulée de l’École nationale d'administration, Sciences Po Strasbourg est le plus ancien institut d’études politiques de province.
D'abord institut interne de l'université Robert-Schumann (Strasbourg III), puis de l'université de Strasbourg, ou Unistra (depuis 2009), c’est l’un des onze Instituts d’études politiques de France. Sciences Po Strasbourg est une filière d’excellence à vocation européenne et internationale, qui sélectionne des bacheliers et des étudiants pour les mener vers des carrières de hauts fonctionnaires ou de cadres supérieurs dans les secteurs privé et public.
En 2024, Sciences Po Strasbourg a été classé deuxième des écoles de sciences politiques par le site Studiesadvisor.
Au fil des années, Sciences Po Strasbourg a initié des partenariats exclusifs avec les grandes écoles du service public (ENA, INET, etc.), ainsi qu'avec des universités de rang mondial, comme l'université de Georgetown et l'Université McGill en Amérique du Nord, l'Universita degli studi di Bologna et Trinity College Dublin en Europe, ou encore l'université de Tokyo et l'Institut de diplomatie de Chine en Asie. Plus récemment, Sciences Po Strasbourg s'est également rapprochée du Centre universitaire d'enseignement du journalisme, classée 4e meilleure école de journalisme française en 2022, ou encore de l'École de management de Strasbourg.
Du 1er septembre 2020 au 1er septembre 2025, Jean-Philippe Heurtin est le directeur de Sciences Po Strasbourg. Le président de son conseil d'administration est Emmanuel Suard depuis le 1er mai 2024.

## Histoire et renommée
L’IEP a été créé par décret le 9 octobre 1945 (en même temps que l'IEP de Paris) sous le nom d’Institut d’études politiques de l’Université de Strasbourg. Il prend son nom actuel en application du décret du 18 janvier 1969, et est ainsi le plus ancien IEP de région.
En janvier 2013, l'Institut d'études politiques fusionne avec l'Institut des hautes études européennes (IHEE), dont la vocation était de faire de l'Europe un sujet de recherche. Désormais hébergé par l'IEP, l'IHEE est devenu le Centre des Hautes Études Européennes.
Le 24 octobre 2017, Sciences Po Strasbourg et l'École nationale d'administration ont signé un partenariat privilégié sur la préparation des candidats aux concours d’entrée à l’ÉNA. Les étudiants qui préparent le concours externe d’entrée à l’ENA profitent ainsi du centre de documentation de l’École et peuvent assister aux événements organisés au sein de l’École. De leur côté, les élèves de l’ENA en cours de scolarité participent en tant que membres de jurys fictifs à la préparation des candidats de l’IEP.

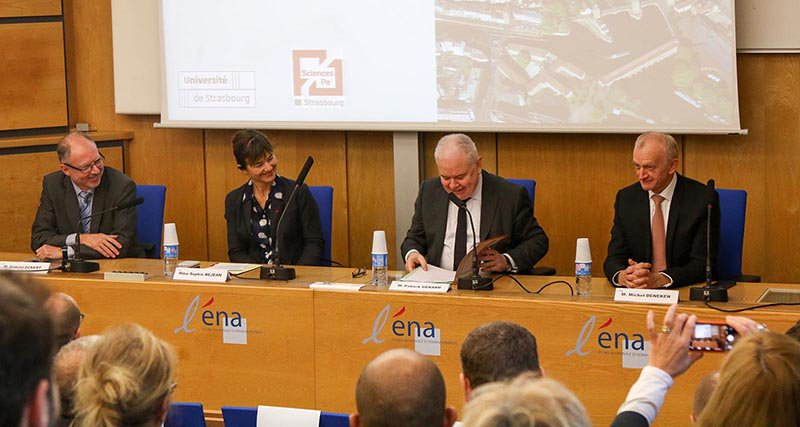
Signature d’une convention-cadre entre l’ÉNA, l’université de Strasbourg et Sciences Po Strasbourg.

### Classements
En février 2021, Sciences Po Strasbourg est classé 2e IEP derrière celui de Paris dans le classement des meilleures formations préparant à la haute fonction publique européenne. L'École se positionne à la 3e place au niveau national (après l'Institut d'études politiques de Paris et l'École nationale d'administration (ÉNA)) et à la 20e place au niveau européen.
En 2022, l'école est quatrième du classement des Sciences Po de province les plus sélectifs, avec un taux d'admission de 13 %, derrière Sciences Po Bordeaux (12 %), et Sciences Po Lyon (10 %), et Sciences Po Lille (6 %).

### Controverse
Le 26 mars 2021, la section de Strasbourg de l'Action française, un parti politique royaliste, déploie une banderole avec pour inscription : « Sciences Po, Paty est-il ton ennemi ? ». Cette action fait suite à un communiqué de l'UNI, publié le 16 mars, dénonçant le choix de nom de promotion « Gisèle Halimi », alors en compétition avec « Samuel Paty ». En effet, entre les deux tours du vote, l'administration écarte arbitrairement les noms faisant doublons avec les promotions précédentes (Hannah Arendt, Olympes de Gouges), mais aussi les noms masculins, afin de respecter une tradition d'alternance paritaire d'année en année (Samuel Paty, Alan Turing). Néanmoins, si l'administration a bien incité les étudiants à retenir un nom féminin, le respect de la parité n'était pas obligatoire, d'où la remise en question de l'éviction de certains noms, et en particulier celle de Samuel Paty. Cette controverse résonne dans la demande d'enquête de la ministre de l'enseignement supérieur et de la recherche Frédérique Vidal auprès du CNRS sur l'islamo-gauchisme à l'université,.

## Locaux
D'abord hébergé dans le palais universitaire de Strasbourg, l'IEP de Strasbourg s'installe en 1988 au 47 avenue de la Forêt-Noire, au sein de l'Ensemble Saint-Georges (accueillant également l'IPAG de Strasbourg), dans les locaux de l'ancienne faculté de pharmacie (déplacée sur le Campus d'Illkirch).

En 2010, la construction de nouveaux locaux est envisagée, car le bâtiment, initialement prévu pour 800 étudiants, est trop exigu pour contenir les effectifs actuels. La construction d'un nouveau bâtiment commence alors sur le site de l'Hôpital civil, en mars 2013. En juin 2014, le chantier est arrêté en raison de fissures apparentes sur certains murs: La livraison du nouveau bâtiment, prévue initialement pour septembre 2015, est repoussée à mars 2020. Le nouveau bâtiment, accueillant l'Institut de préparation à l'administration générale (IPAG Strasbourg) le Pôle d'administration publique de Strasbourg (PAPS) et le Pôle de compétence en propriété intellectuelle (PCPI) reçoit la dénomination de Cardo.

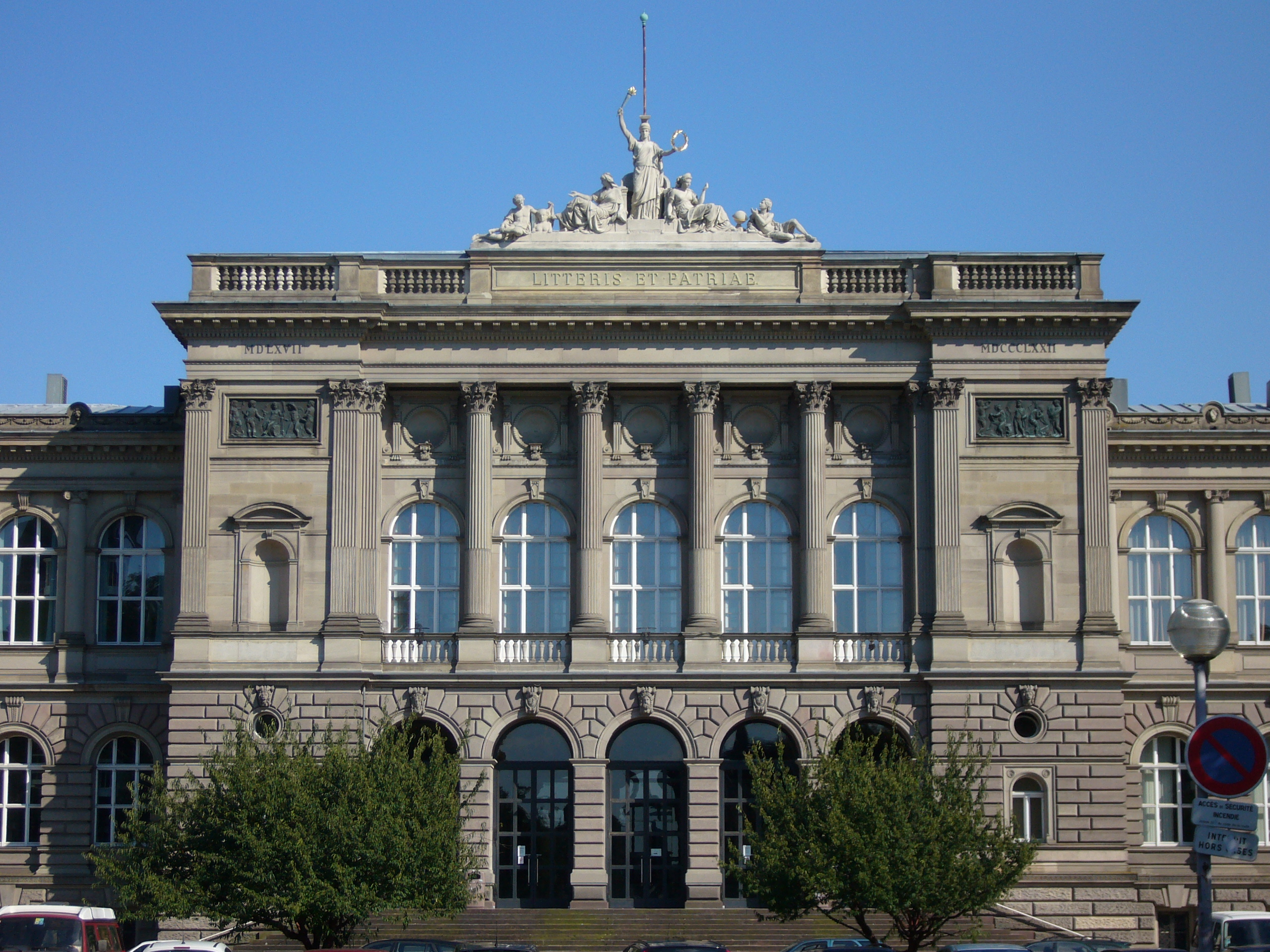
Le palais universitaire de Strasbourg, locaux historiques de Sciences Po Strasbourg jusqu'en 1988.
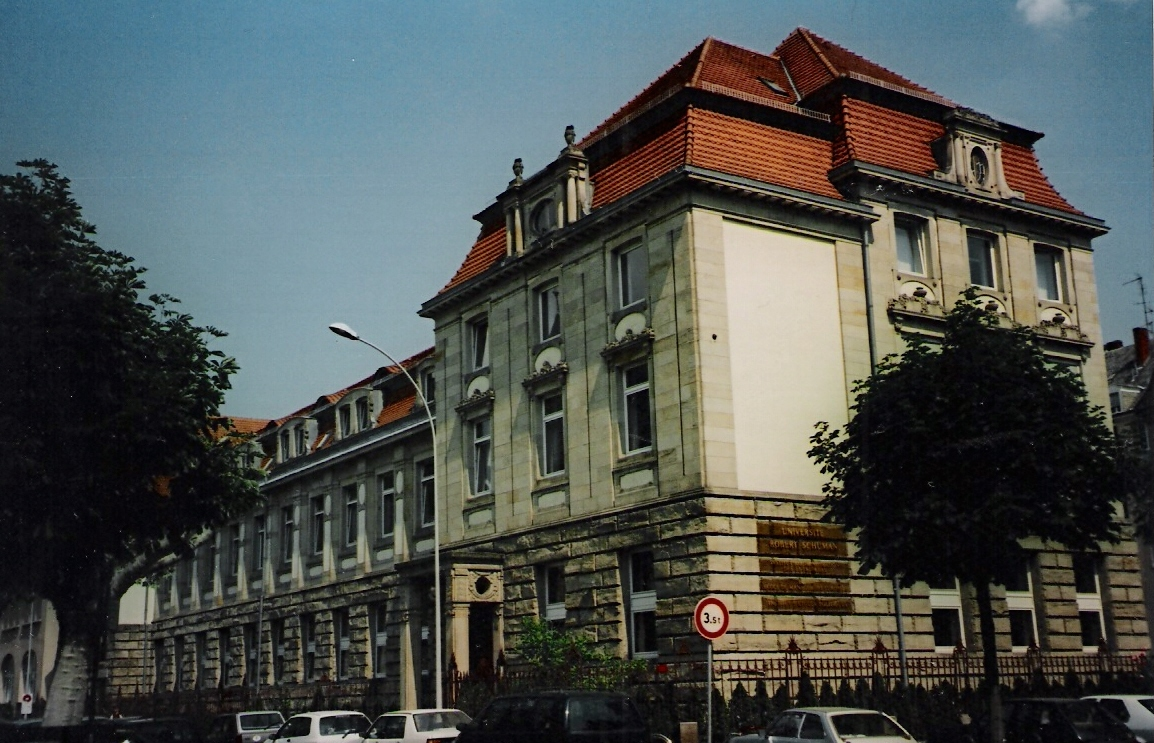
L'ensemble Saint-Georges, locaux de Sciences Po Strasbourg de 1988 à 2020.
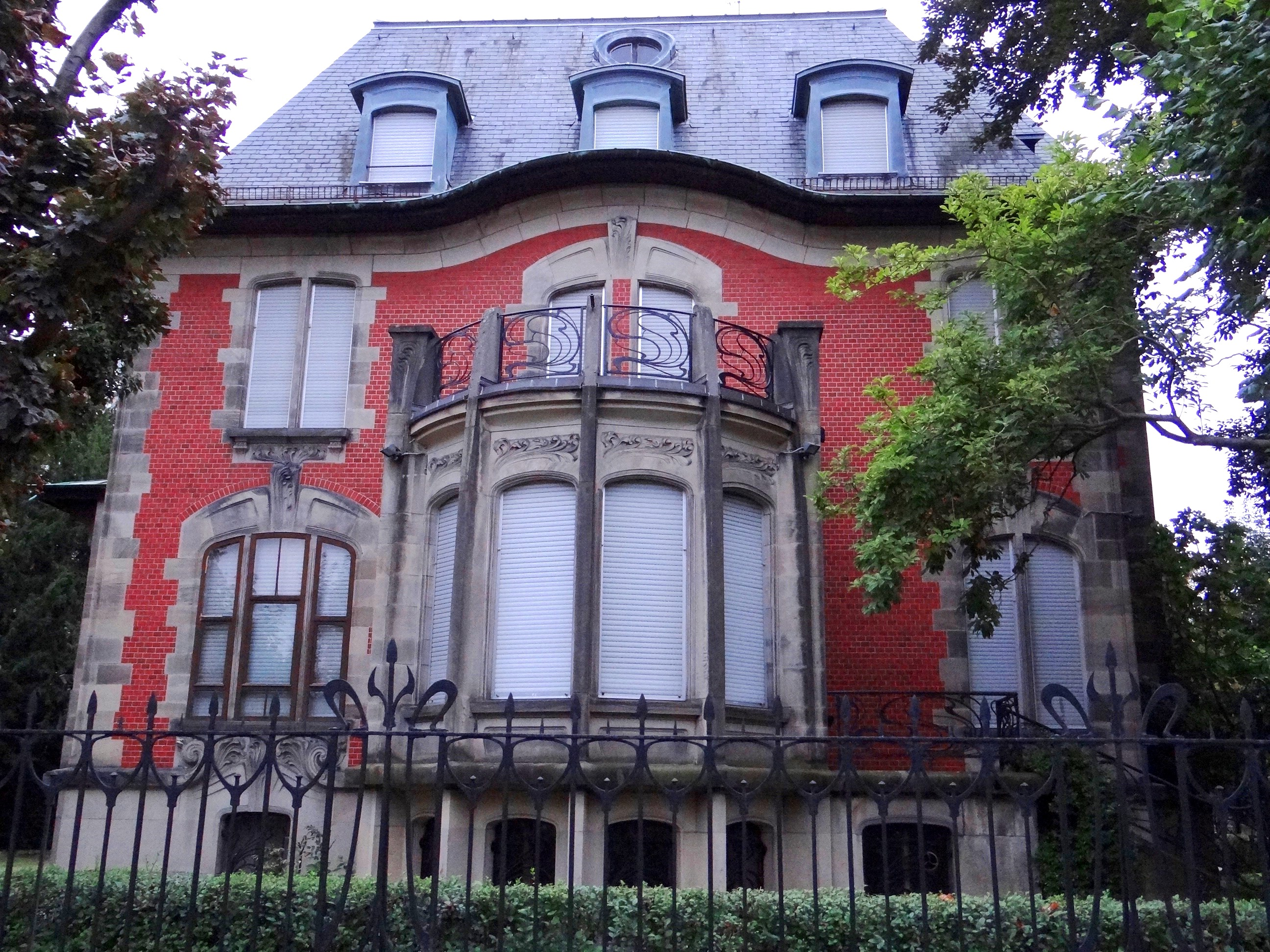
La villa Knopf, siège l'Institut des hautes études européennes jusqu'en 2013. Elle devient le lieu d'enseignement de la filières ERIG de Sciences Po Strasbourg jusqu'en mars 2020.
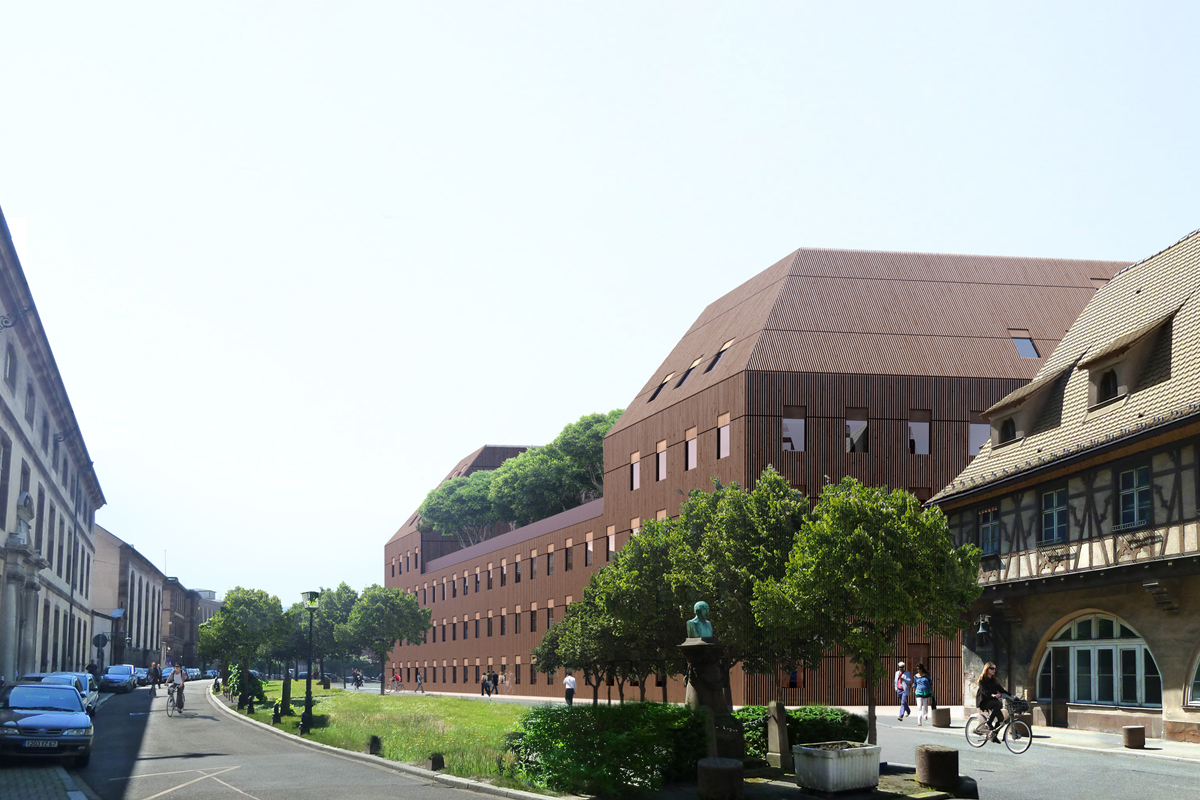
Le Cardo, nouveau bâtiment de Sciences Po Strasbourg depuis mars 2020.
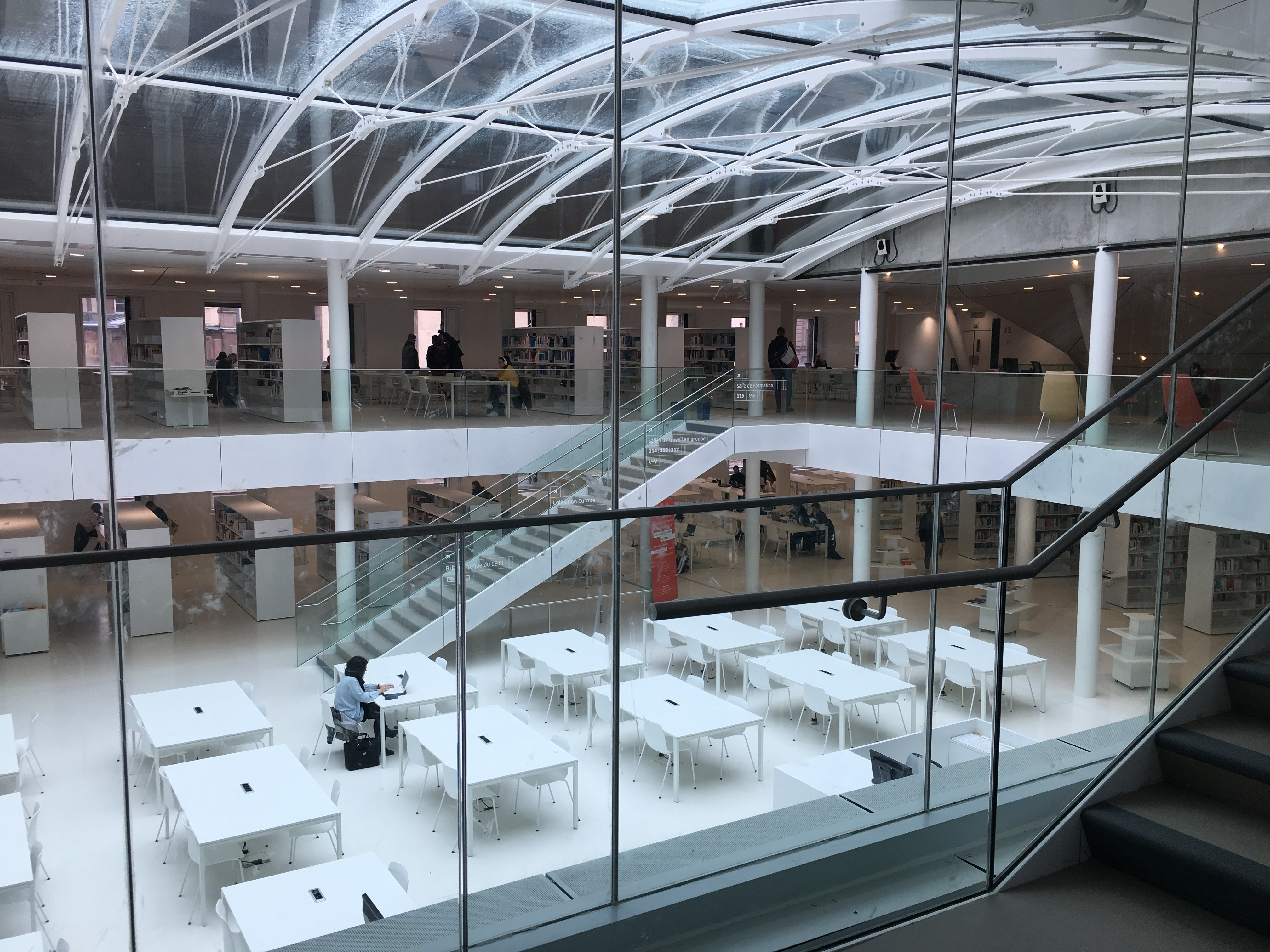
Bibliothèque de Sciences Po Strasbourg, au Cardo.

## Admission
Depuis 2008, les six Instituts d'études politiques d'Aix-en-Provence, Lyon, Lille, Rennes, Strasbourg et Toulouse organisent un concours d'entrée commun d'accès en première année ouvert aux terminales et aux bacheliers de l'année précédente. L'IEP de Saint-Germain-en-Laye a rejoint dès son ouverture en 2014 le réseau du concours commun, lequel se compose de trois épreuves : une dissertation portant sur une question contemporaine, une dissertation d'Histoire, et une épreuve écrite de langue vivante. En 2008 et les années suivantes, environ 1 100 places, réparties entre les six IEP, dont environ 150 pour l'IEP de Strasbourg, étaient proposées aux 9 000 candidats, les lauréats étant ventilés en fonction de leurs choix préférentiels et de leur rang de classement.
Les lycéens ayant échoué au concours d'entrée du fait de leurs résultats insuffisants aux épreuves mais ayant obtenu une note supérieure à 17/20 au Bac peuvent présenter leur dossier à Strasbourg dans les jours qui suivent la publication des résultats, et, en cas de validation, être admis en première année du cursus du diplôme de l'IEP.
Il existe également depuis 2014 un concours commun d'entrée en 2e année, comprenant lui aussi trois épreuves écrites : une première dissertation de « question contemporaine », une seconde dans une discipline laissée au choix du candidat (Histoire, Économie, Science politique, Droit constitutionnel), et une épreuve de langue vivante. Il est accessible à toute personne en cours de validation d'une première année d'études supérieures, ou l'ayant déjà validée. Le 7e IEP du réseau, Sciences Po Saint-Germain-en-Laye, n'intégrera le concours commun 2e année qu'en 2017.
À partir de 2020, l'admission aux Instituts d'Études Politiques de province se réalise via la procédure Parcoursup dont les résultats sont conditionnés à la réussite du concours commun. En 2020, en raison de la pandémie de Covid-19 et compte tenu des mesures de confinement prises par le gouvernement, le concours commun des IEP est remplacé par une sélection sur dossier des candidats.

## Cursus
Depuis la réforme « LMD », il offre en cinq ans une formation pluridisciplinaire et prépare aux concours administratifs (dont celui de l'ÉNA et de l'INET), au travail dans des organisations internationales ou aux carrières dans l’entreprise. Une année d'études à l’étranger s'inscrit obligatoirement dans le cursus lors de la troisième année.

### Premier cycle
En première et deuxième années les étudiants suivent des cours dans les domaines de l'Histoire, du Droit, des sciences économiques, des sciences politiques et des langues.
Les deux semestres de la troisième année sont consacrés à un séjour à l'étranger :
- soit à un séjour universitaire dans une des universités partenaires de l'IEP ;
- soit à un stage en entreprise, dans une organisation non gouvernementale ou en coopération avec le ministère des Affaires étrangères ;
- soit à un séjour dans un établissement universitaire étranger et un stage (un semestre chacun).

### Deuxième cycle (master)
(décembre 2011).
En quatrième année, les étudiants entrent dans l’une des cinq filières :
- droit et administration publique ;
- économie et finance ;
- étude des relations internationales et du global ;
- études européennes ;
- politiques et sociétés.

À l’issue de leur cinquième année, les étudiants obtiennent deux diplômes : d'une part le Diplôme de l'IEP, et d'autre part l'un des diplômes national de Master proposés par l'Institut, au sein duquel ils suivent leur cinquième année. L'ensemble des diplômes de Master 2 proposés par Sciences Po Strasbourg sont également accessibles à des étudiants n'ayant pas suivi le cursus de cinq ans du Diplôme de l'IEP. Ces derniers peuvent également suivre le Master Sciences Politiques et Sociales (SPS).
Il existe cinq filières qui sont : filière droit et administration publique, filière études européennes, filière économie et finance, filière politiques et société et la filière étude des relations internationales et du global.
Des doubles diplômes internationaux sont aussi proposés : 
- Double-Master Affaires publiques et relations internationales, avec le Glendon College (Université York à Toronto au Canada)
- Double-Master Corporate strategy and Finance in Europe, avec l'université Charles (à Prague en République tchèque)
- Double-Master Etudes européennes, mention franco-germanique, avec l'université européenne Viadrina (à Francfort-sur-l'Oder en Allemagne)
- Double-Master Etudes européennes, mention franco-polonaise, avec l'université Jagellonne de Cracovie (Pologne)
- Double-Master Relations internationales, avec l'Université libre de Bruxelles (Belgique)[27]

### Autres formations

#### La préparation aux concours administratifs
Conformément à sa vocation originelle, l’IEP concourt à la formation des cadres du service public, tant au travers de sa formation initiale que par sa préparation aux concours de l’encadrement administratif accessible en formation initiale (après le diplôme, une licence ou un master). Trois parcours sont proposés : le parcours « Carrières centrales » (INSP), le parcours « Carrières territoriales » (INET) et le parcours « Carrières sanitaires et sociales » (EHESP, EN3S, DESSM).
À cet égard, en 2017, Sciences Po Strasbourg et l'École nationale d'administration ont signé un partenariat privilégié sur la préparation des candidats aux concours d’entrée à l'actuel Institut national du service public (ex ENA). Par ailleurs, Sciences Po Strasbourg fait partie, avec l'Université Panthéon-Sorbonne, et Nantes Université, des trois centres des 3 classes préparatoires "Talents du service public", permettant aux étudiants boursiers les plus méritants et aux demandeurs d'emploi de préparer les concours de l’encadrement supérieur de la fonction publique (catégorie A+) de l’INSP et de l’INET.

#### Journalisme
Sciences Po Strasbourg a élaboré un partenariat avec le Centre universitaire d'enseignement du journalisme, classée 4e meilleure école de journalisme française en 2022, par lequel elle permet aux étudiants de valider leur cursus de journalisme dans le cadre de leur diplôme en cinq ans. Ce partenariat offre en effet la possibilité aux étudiants du premier cycle de Sciences Po Strasbourg d'être dispensé, sous certaines conditions, des épreuves de sélection écrite du concours d'entrée au Master délivré par le CUEJ. Le cas échéant, l'admissibilité se fait sur dossier, et l'étudiant ne passent que les oraux d'admission. Une fois admis dans le Master de Journalisme, les étudiants suivent un double cursus qui leur permet, au terme de leurs études, de valider le diplôme de Sciences Po Strasbourg et le Master de Journalisme.

## Laboratoires et groupes de recherche
L’Unité mixte de recherche (UMR) « Dynamiques européennes » est née en janvier 2014 d’un rapprochement entre le laboratoire « Cultures et Sociétés en Europe » et le FARE (« Frontières, Acteurs et Représentations de l’Europe »). Il s’agit d’une équipe labellisée par le CNRS et l’Université de Strasbourg qui a une dimension interdisciplinaire marquée, portée conjointement par des sociologues, des historiens, des ethnologues, des politistes et des géographes.
L'UMR « Société, Acteurs, Gouvernement en Europe » (SAGE) est issu d'une fusion, au 1er janvier 2013, entre le Groupe de Sociologie Politique Européenne et trois autres équipes de recherche de l’Université de Strasbourg.
Le Laboratoire de Recherche en Gestion et Économie (LaRGE) est créé en 1997 par le rapprochement de deux laboratoires créés en 1990, respectivement au sein de l'université Strasbourg I et de l'université Strasbourg III. Il est le laboratoire d’accueil de l’ensemble des Masters de finance de l’Université de Strasbourg.
L'IEP de Strasbourg est également partie prenante dans la fédération de recherche « L’Europe en mutation », issu du souhait partagé par huit unités de recherche, lors de la création de l’université de Strasbourg en 2009 et avec le soutien du CNRS, de porter vers l’excellence les recherches relevant de la thématique de l’Europe dans son évolution : Union européenne, Conseil de l’Europe ou États qui composent ces ensembles régionaux.

## Vie étudiante et associative
L'IEP de Strasbourg a des associations étudiantes (26 associations en plus du Bureau Inter-Associatif en 2018-2019), qui rythment la vie de l'institut par l'organisation d'événements. Parmi ces associations, existe le Bureau des Étudiants depuis 1947, élu parmi les étudiants de l'IEP à chaque fin d'année universitaire, entre deux listes étudiantes candidates. En 2024, pour la première fois de son histoire, le vote des étudiants a conduit à une égalité parfaite entre la liste "List'o trésor" et "Into the list", chacune recueillant 201 voix.

## Partenariat avec l'Université Reichmann
Un partenariat est signé en 2015 avec l'Institut d'études politiques de Strasbourg, qui permet chaque année à des étudiants israéliens de se rendre dans la ville alsacienne et à deux élèves français d'étudier en Israël. Les liens entre les deux écoles sont arrêtés temporairement durant la pandémie de Covid-19 et à la suite des attaques du Hamas en octobre 2023, avant de reprendre peu de temps après.
En juin 2024, dans le cadre de la guerre de Gaza, le partenariat est à nouveau suspendu. Cependant, un vote du conseil d'administration en décembre 2024 le réactive, une décision qui mécontente de nombreux étudiants, personnels et professeurs. Des enseignants démissionnent de l'organe de direction en dénonçant des « pressions tant internes qu’externes » en marge du vote, qualifié de « déni de démocratie ». À partir de janvier 2025, un mouvement de protestation interne a lieu, qui culmine avec l'occupation des locaux de l'IEP, avec pour revendication la fin du partenariat. Les étudiants accusent l'université Reichman de soutenir la politique israélienne à Gaza. Finalement, un accord est trouvé le 9 mars, prévoyant la création d'un « comité d'examen » consultatif qui doit rendre son avis sur la poursuite ou non du partenariat avant le 8 avril.

## Personnalités liées à Sciences Po Strasbourg

### Directeurs
- 1945-1958 : Félix Ponteil, historien.
- 1959-1964 : Pierre Lavigne, juriste.
- 1965-1968 : Étienne Juillard, géographe et historien.
- 1968-1969 : Jean-Claude Groshens, juriste et haut-fonctionnaire.
- 1969-1980 : François-Georges Dreyfus, historien.
- 1980-1988 : Gilbert Knaub[31], juriste.
- 1988-1995 : Michel Dietsch[32], économiste.
- 1995-2001 : Renaud Dorandeu[32], politiste.
- 2001-2006 : Pierre-Yves Gautier[33], juriste.
- 2006-2015 : Sylvain Schirmann[34], historien.
- 2015-2020 : Gabriel Eckert[35], juriste.
- 2020-2025 : Jean-Philippe Heurtin[36], sociologue.
- 2025-? : Emmanuel Droit[37], historien.

## Noms de promotion
Chaque promotion choisit son nom par vote. Jusqu'en 2014, le nom de la promotion était décidé avant la remise des diplômes de 5e année. Depuis 2015, le nom de promotion est décidé au cours de la 2e année. La proposition des noms est libre pour les étudiants et étudiantes aux conditions suivantes : le nom proposé doit avoir un caractère sérieux, ne pas être clivant, et être celui d'une personnalité décédée. Le scrutin à un tour est organisé par le Bureau des Élèves et remporté par la proposition la plus populaire.
- 1985 : parrainé par Daniel Hoeffel
- 1986 : parrainé par André Glucksmann et Adrien Zeller
- 1987 : Robert Schuman, parrainé par Pierre Pflimlin
- 1988 : Nicolas de Condorcet, parrainé par Robert Badinter
- 1989 : René Cassin, parrainé par Georges Falconnet
- 1990 : Parrainé par Jean Weber
- 1991 : Alfred Sauvy, parrainé par Alain Prate
- 1992 : Saint-John Perse
- 1993 : Simone Weil, parrainé par Marcel Rudloff
- 1994 : Antoine de Saint-Exupéry, parrainé par Daniel Hoeffel
- 1995 : Marc Bloch, parrainé par Catherine Trautmann
- 1996 : François Mitterrand, parrainé par (Daniel Tarschys (en))
- 1997 : Michel Debré, parrainé par Philippe Séguin
- 1998 : Salima Ghezali, parrainé par Daniel Hoeffel et Robert Badinter
- 1999 : Stefan Zweig, parrainé par Jean-Louis Martinelli
- 2000 : Albert Camus, parrainé par Marie-Françoise Bechtel
- 2001 : Simone de Beauvoir, parrainé par Jacques Attali
- 2002 : Romain Gary, parrainé par Jean-Paul Costa
- 2003 : Ahmed Chah Massoud, parrainé par Zalmaï Haquani
- 2004 : Robert Capa, parrainé par Pierre Fernandez
- 2005 : Hannah Arendt, parrainé par Dominique Bur
- 2006 : Rosa Parks, parrainé par Francis Laffon
- 2007 : Anna Politkovskaïa, parrainé par Pierre Jeantet
- 2008 : Mstislav Rostropovitch, parrainé par Klaus Wenger
- 2009 : Nelson Mandela
- 2011 : Olympe de Gouges
- 2012 : Václav Havel
- 2013 : Pierre Desproges
- 2014 : Jean Jaurès, patronné par Claude Bartolone, parrainé par Roland Ries
- 2015 : John Forbes Nash, parrainé par Jacques Santer
- 2016 : Joséphine Baker, parrainé par Sophie Béjean
- 2017 : Boris Vian, parrainé par Robert Herrmann
- 2018 : Ernest Hemingway, parrainé par Nicole Bacharan
- 2019 : Émile Zola, parrainé par Jean-Paul Costa
- 2020 : George Orwell
- 2021 : André Malraux
- 2022 : Simone Veil, parrainé par Borys Tarassiouk
- 2023 : Louise Weiss, parrainé par Sylvie Le Bihan
- 2024 : Tomi Ungerer, parrainé par Patrick Gérard.
- 2025 : Gisèle Halimi[39]
- 2026 : Kofi Annan
- 2027 : George Sand
- 2028 : Robert Badinter

## Identité visuelle

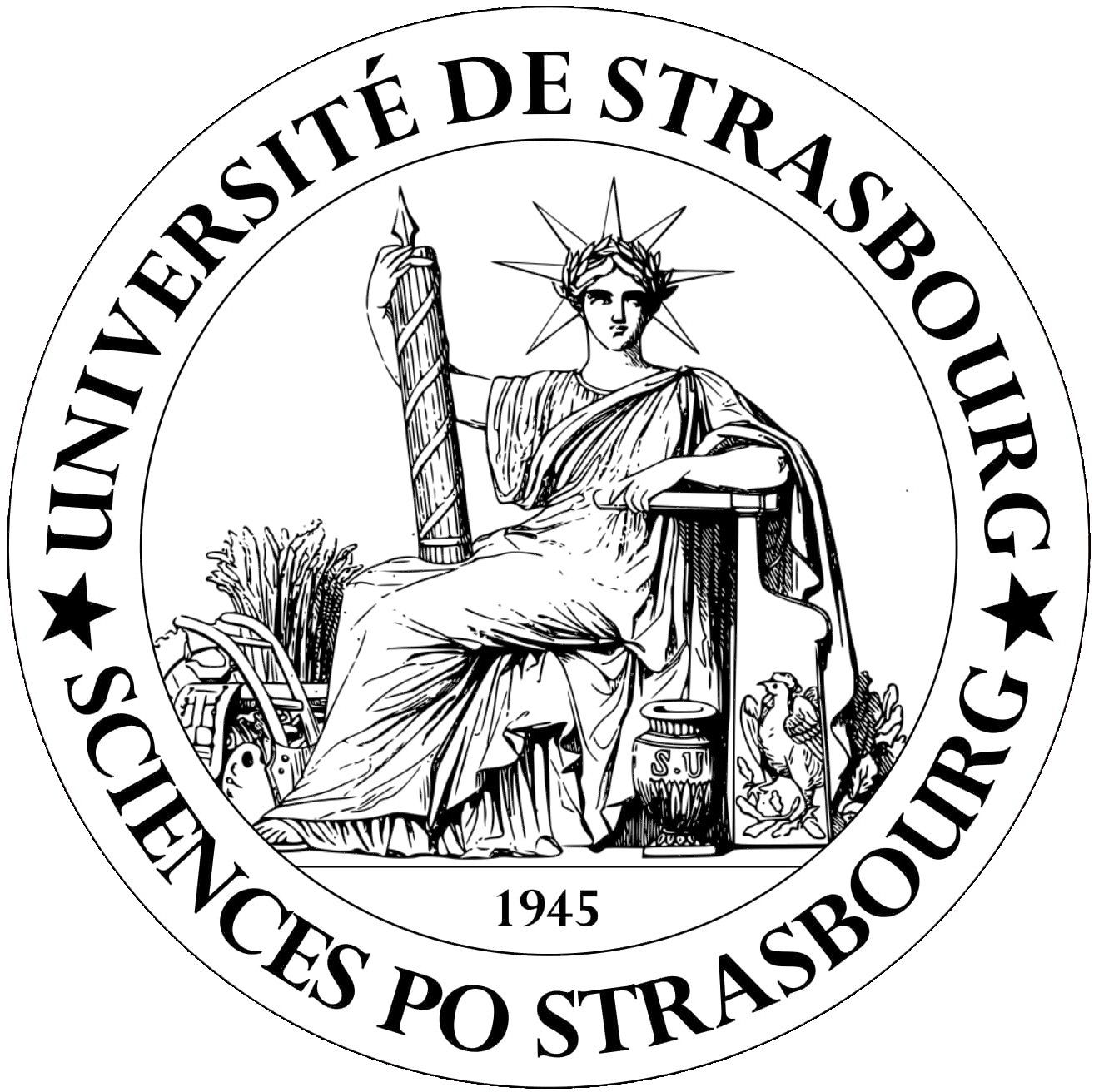
Logo de 1945.
Logo de 2010.
Logo des 70 ans de l'IEP (2015).
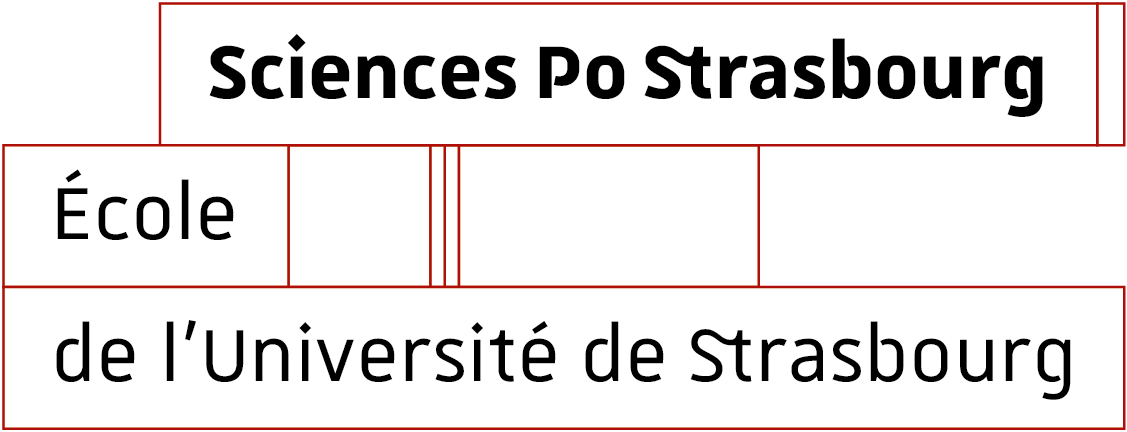
Logo actuel depuis 2019.